# Guatteria ayangannae
Guatteria ayangannae là loài thực vật có hoa thuộc họ Na. Loài này được Scharf & Maas mô tả khoa học đầu tiên năm 2005.